# Bataille de Lofer
Rébellion du Tyrol
Batailles
- Axams
- Sterzing
- Innsbrück
- Kufstein
- Volano
- Lofer
- Waidring
- Wörgl
- Strass im Zillertal
- 1re Bergisel
- 2e Bergisel
- Franzensfeste
- Pontlatzer Brücke
- 3e Bergisel
- Unken
- Lueg
- Hallein
- Melleck
- 4e Bergisel
- Pustertal
- Meran
- Sankt Leonhard in Passeier

La bataille de Lofer se déroule le 11 mai 1809 lors de la rébellion du Tyrol. Elle s'achève par la victoire des Bavarois qui s'emparent de la ville de Lofer.

## Déroulement
Le 11 mai, le général bavarois von Wrede avance depuis Salzbourg vers le sud et attaque 600 miliciens tyroliens à Lofer. Les Bavarois perdent 22 morts et 44 blessés, et infligent environ 70 tués ou blessés à leurs adversaires.